# Melanoides truncatelliformis
Melanoides truncatelliformis е вид коремоного от семейство Thiaridae. Видът е световно застрашен, със статут Уязвим.

## Разпространение
Разпространен е в Малави.